# Чумиков, Александр Александрович
Алекса́ндр Алекса́ндрович Чу́миков (1819—1902) — русский педагог и писатель. 

## Биография
Родился в Ревеле 4 (16) июля 1819 года. В 1841 году окончил курс на историко-филологическом отделении философского факультета Императорского Санкт-Петербургского университета по разряду восточной словесности со степенью кандидата. Преподавал в Санк-Петербургском Николаевском сиротском институте русский и немецкий языки и историю, а в классе надзирательниц для малолетних детей — «педагогические наставления», впервые применив звуковой метод и наглядное обучение. Для последнего перевел с немецкого руководство Вурста. Для преподавания в институте составил «Первоначальное чтение» (1847), «Этнографический очерк истории и культуры древних народов» (1850), «Мнемонику» (1850). 
Ещё в 1840-х годах задумал издавать педагогический журнал, но не получил разрешения. В 1855—56 годах стоял во главе дружины ополченцев. В 1857 году основал ставший знаменитым «Журнал для воспитания» (впоследствии — «Воспитание»), к участию в котором привлёк многих видных литераторов во главе с Николаем Добролюбовым и Константином Ушинским. Направление журнала вполне отвечало просветительным идеям периода «Великих реформ». На первый план Чумиков ставил воспитание характера и много места отводил статьям по психологии. Издание журнала прекратилось в 1863 году. 
Последние годы жизни Чумиков провел в Ревеле, где состоял гласным думы и почётным мировым судьёй ревельско-гапсальского мирового округа. Скончался в Ревеле 19 марта (1 апреля) 1902 года.
Прочие сочинения: «Сцены на суше и на море» (1853), «Начальное обучение отечественному языку по наглядной методе» (1864 и 1872), «В немногом многое для немногих» (1899), перевод со швед. «Заметки о религии и нравах русского народа» и др.

## Семья
У А. А. Чумикова было двое детей:
- Владимир (1871—1943) — издатель, публицист, переводчик произведений А. П. Чехова и Л. Н. Толстого на немецкий язык, владелец «Магазина русской книги» в Тарту;
- Евгения (1873 — ок. 1950) — в первом браке за полковником Ярошевичем, во втором — за К. М. Маркеловым.